# Алпско скијање на Зимским олимпијским играма 2006 — велеслалом за жене
Женски велеслалом на Олимпијским играма 2006. ја одржан је у петак, 24. фебруара на стази у Сестријереу.
Главни фаворити су биле Јаница Костелић из Хрватске. Титулу је бранила олимпијска победница из Солт Лејк Ситија 2002. и Анја Персон из Шведске светска првакиња из Бормија 2005. и водећа у велеслалому текуће сезоне Светског купа 2005/06. испед Костелићеве која је друга и трећепласиране Катрин Цетел.
Учествовале су 65 скијашице из 38 земаља учесница. Максимални број од 4 учеснице имале су: Аустрија, Италија, Шведска, Хрватска, и САД. Стартовале су 62 скијашице, од којих је 43 завршиле трку.

## Земље учеснице
| - Аргентина (2) - Аустрија (4) - Босна и Херцеговина (1) - Бразил (1) - Канада (3) - Кина (1) - Хрватска (4) - Чешка (3) - Естонија (1) - Финска (1) - Француска (1) - Република Македонија (1) - Немачка (2) | - Уједињено Краљевство (1) - Грчка (1) - Мађарска (1) - Исланд (1) - Индија (1) - Ирска (1) - Италија (4) - Јапан (1) - Казахстан (1) - Јужна Кореја (1) - Либан (1) - Монако (1) - Нови Зеланд (2) | - Пољска (1) - Румунија (1) - Русија (1) - Србија и Црна Гора (1) - Словачка (3) - Словенија (2) - Шпанија (2) - Шведска (4) - Швајцарска (2) - Турска (1) - Украјина (1) - Сједињене Америчке Државе (4) |

## Карактеристике стазе
Датум : 24. фебруар 2006.
Локално време 1. вожња 9,30 , 2. вожња 13,00
Стаза: „Ђовани А. Ањели“
Старт: 2.370 м, Циљ: 2.030 м
Висинска разлика: 340 м
Дужина стазе: м
Стаза за 1 вожњу:Јанез Сливник, Словенија, 40 капија
Стаза за 2 вожњу:Анте Костелић, Хрватска, 43 капије
Температура 1. вожња  : старт-6,6°С циљ -5,4°С
Температура 2. вожња  : старт-6,5°С циљ -5,2°С

## Победнице
| Злато:                                   | Сребро:                  | Бронза:            |
| Џулија Манкусо Сједињене Америчке Државе | Танја Поутијаинен Финска | Ана Отосон Шведска |

|  |  |  |

## Резултати
| Плас. | Скијашица                     | Земља                     | 1. трка          | 2. трка          | Укупно           | Заостатак        |
| ----- | ----------------------------- | ------------------------- | ---------------- | ---------------- | ---------------- | ---------------- |
|       | Џулија Манкусо                | Сједињене Америчке Државе | 1:00,89          | 1:08,30          | 2:09,19          |                  |
|       | Танја Поутијаинен             | Финска                    | 1:01,21          | 1:08,65          | 2:09,86          | +0,67            |
|       | Ана Отосон                    | Шведска                   | 1:02,04          | 1:08,29          | 2:10,33          | +1,14            |
| 4     | Никол Хосп                    | Аустрија                  | 1:01,26          | 1:09,40          | 2:10,66          | +1,47            |
| 5     | Женевјев Симар                | Канада                    | 1:01,47          | 1:09,26          | 2:10,73          | +1,54            |
| 6     | Анја Персон                   | Шведска                   | 1:01,07          | 1:09,89          | 2:10,96          | +1,77            |
| 7     | Катрин Цетел                  | Аустрија                  | 1:01,95          | 1:09,40          | 2:11,35          | +2,16            |
| 8     | Надија Фанкини                | Италија                   | 1:01,77          | 1:09,69          | 2:11,46          | +2,27            |
| 9     | Ана Древ                      | Словенија                 | 1:02,45          | 1:09,22          | 2:11,67          | +2,48            |
| 10    | Марија Пијетиле Холмнер       | Шведска                   | 1:02,00          | 1:09,69          | 2:11,69          | +2,50            |
| 11    | Брижит Актон                  | Канада                    | 1:02,07          | 1:09,64          | 2:11,71          | +2,52            |
| 12    | Тина Мазе                     | Словенија                 | 1:01,97          | 1:09,86          | 2:11,83          | +2,64            |
| 13    | Марија Хосе Ријенда Контрерас | Шпанија                   | 1:02.28          | 1:09.85          | 2:12.13          | +2.94            |
| 14    | Карен Пуцер                   | Италија                   | 1:02.46          | 1:10.01          | 2:12.47          | +3.28            |
| 15    | Мартина Ертл-Ренц             | Немачка                   | 1:01,44          | 1:11,10          | 2:12,54          | +3,35            |
| 16    | Френци Ауфденблатен           | Швајцарска                | 1:03,46          | 1:09,16          | 2:12,62          | +3,43            |
| 17    | Марлис Шилд                   | Аустрија                  | 1:02,68          | 1:10,59          | 2:13,27          | +4,08            |
| 18    | Јесика Линдел Викарби         | Шведска                   | 1:02,12          | 1:11,24          | 2:13,36          | +4,17            |
| 19    | Ника Флајс                    | Хрватска                  | 1:03,27          | 1:10,16          | 2:13,43          | +4,24            |
| 20    | Каролина Руиз Кастиљо         | Шпанија                   | 1:03,18          | 1:10,36          | 2:13,54          | +4,35            |
| 21    | Ингрид Жакмо                  | Француска                 | 1:02,56          | 1:11,49          | 2:14,05          | +4,86            |
| 22    | Чеми Алкот                    | Уједињено Краљевство      | 1:04,47          | 1:09,95          | 2:14,42          | +5,23            |
| 23    | Стејси Кук                    | Сједињене Америчке Државе | 1:03.35          | 1:11.09          | 2:14.44          | +5.25            |
| 24    | Нађа Штигер                   | Швајцарска                | 1:01,87          | 1:12,58          | 2:14,45          | +5,26            |
| 25    | Dagmara Krzyżyńska            | Пољска                    | 1:03.86          | 1:12.05          | 2:15.91          | +6.72            |
| 26    | Noriyo Hiroi                  | Јапан                     | 1:04.63          | 1:12.03          | 2:16.66          | +7.47            |
| 27    | Петра Закуржилова             | Чешка                     | 1:03,93          | 1:13,07          | 2:17,00          | +7,81            |
| 28    | Eva Hučková                   | Словачка                  | 1:05.24          | 1:13.07          | 2:18.31          | +9.12            |
| 29    | Соња Мацулова                 | Словачка                  | 1:05,77          | 1:12,84          | 2:18,61          | +9,42            |
| 30    | Јелена Лоловић                | Србија и Црна Гора        | 1:05,00          | 1:13,84          | 2:18,84          | +9,65            |
| 31    | Макарена Симари Биркнер       | Аргентина                 | 1:05,81          | 1:13,62          | 2:19,43          | +10,24           |
| 32    | Керстен Макгари               | Ирска                     | 1:08,19          | 1:14,68          | 2:22,87          | +13,68           |
| 33    | Jae Eun Oh                    | Јужна Кореја              | 1:08.22          | 1:16.25          | 2:24.47          | +15.28           |
| 34    | Тију Нурмберг                 | Естонија                  | 1:08,39          | 1:16,70          | 2:25,09          | +15,90           |
| 35    | Yulia Siparenko               | Украјина                  | 1:10,43          | 1:15,50          | 2:25,93          | +16,74           |
| 36    | Вера Еременко                 | Казахстан                 | 1:10,32          | 1:19,43          | 2:29,75          | +20,56           |
| 37    | Duygu Ulusoy                  | Турска                    | 1:11,43          | 1:19,38          | 2:30,81          | +21,62           |
| 38    | Jinzhi Dong                   | Кина                      | 1:11,61          | 1:24,11          | 2:35,72          | +26,53           |
| 39    | Magdalini Kalomirou           | Грчка                     | 1:15,28          | 1:21,17          | 2:36,45          | +27,26           |
| 40    | Ивана Ивчевска                | Република Македонија      | 1:13,89          | 1:23,47          | 2:37,36          | +28,17           |
| 41    | Река Туш                      | Мађарска                  | 1:16,12          | 1:23,70          | 2:39,82          | +30,63           |
| 42    | Neha Ahuja                    | Индија                    | 1:15,59          | 1:25,72          | 2:41,31          | +32,12           |
| 43    | Mirella Arnhold               | Бразил                    | 1:20,17          | 1:29,00          | 2:49,17          | +39,98           |
|       | Михаела Кирхгасер             | Аустрија                  | 1:02,22          | Није завршила    | Није завршила    | Није завршила    |
|       | Дениз Карбон                  | Италија                   | 1:02,90          | Није завршила    | Није завршила    | Није завршила    |
|       | Сара Шлепер                   | Сједињене Америчке Државе | 1:02,01          | Није завршила    | Није завршила    | Није завршила    |
|       | Анемари Герг                  | Немачка                   | 1:03,04          | Није завршила    | Није завршила    | Није завршила    |
|       | Шарка Захробска               | Чешка                     | 1:03,61          | Није завршила    | Није завршила    | Није завршила    |
|       | Ана Јелушић                   | Хрватска                  | 1:05,19          | Није завршила    | Није завршила    | Није завршила    |
|       | Луција Хрсткова               | Чешка                     | 1:03,21          | Није завршила    | Није завршила    | Није завршила    |
|       | Ширин Нјејм                   | Либан                     | 1:06,80          | Није завршила    | Није завршила    | Није завршила    |
|       | Матеја Ферк                   | Хрватска                  | 1:06,67          | Није завршила    | Није завршила    | Није завршила    |
|       | Јана Гантнерова               | Словачка                  | 1:06,73          | Није завршила    | Није завршила    | Није завршила    |
|       | Bianca-Andreea Narea          | Румунија                  | 1:10,89          | Није завршила    | Није завршила    | Није завршила    |
|       | Јаница Костелић               | Хрватска                  | Није стартовала  | Није стартовала  | Није стартовала  | Није стартовала  |
|       | Линдси Килдоу                 | Сједињене Америчке Државе | Није стартовала  | Није стартовала  | Није стартовала  | Није стартовала  |
|       | Мојца Ратај                   | Босна и Херцеговина       | Није стартовала  | Није стартовала  | Није стартовала  | Није стартовала  |
|       | Мануела Мелг                  | Италија                   | Није завршила    | Није завршила    | Није завршила    | Није завршила    |
|       | Christina Lustenberger        | Канада                    | Није завршила    | Није завршила    | Није завршила    | Није завршила    |
|       | Марија Белен Симари Биркнер   | Аргентина                 | Није завршила    | Није завршила    | Није завршила    | Није завршила    |
|       | Александра Колети             | Монако                    | Није завршила    | Није завршила    | Није завршила    | Није завршила    |
|       | Nicola Campbell               | Нови Зеланд               | Није завршила    | Није завршила    | Није завршила    | Није завршила    |
|       | Дагни Кристјандотир           | Исланд                    | Није завршила    | Није завршила    | Није завршила    | Није завршила    |
|       | Erika McLeod                  | Нови Зеланд               | Није завршила    | Није завршила    | Није завршила    | Није завршила    |
|       | Олесја Алијева                | Русија                    | Дисквалификована | Дисквалификована | Дисквалификована | Дисквалификована |